# ディバ・アル・ヒスン
ディバ・アル・ヒスン（アラビア語: دبا الحصن、英語: Dibba Al-Hisn）はアラブ首長国連邦シャールジャ首長国の都市である。

## 地理
シャールジャ首長国の飛び地である。フジャイラ首長国のディバ・アル・フジャイラと接する。また、オマーンの飛び地のムサンダム特別行政区ディバー・アル＝バイアと接する。東にオマーン湾を臨む。

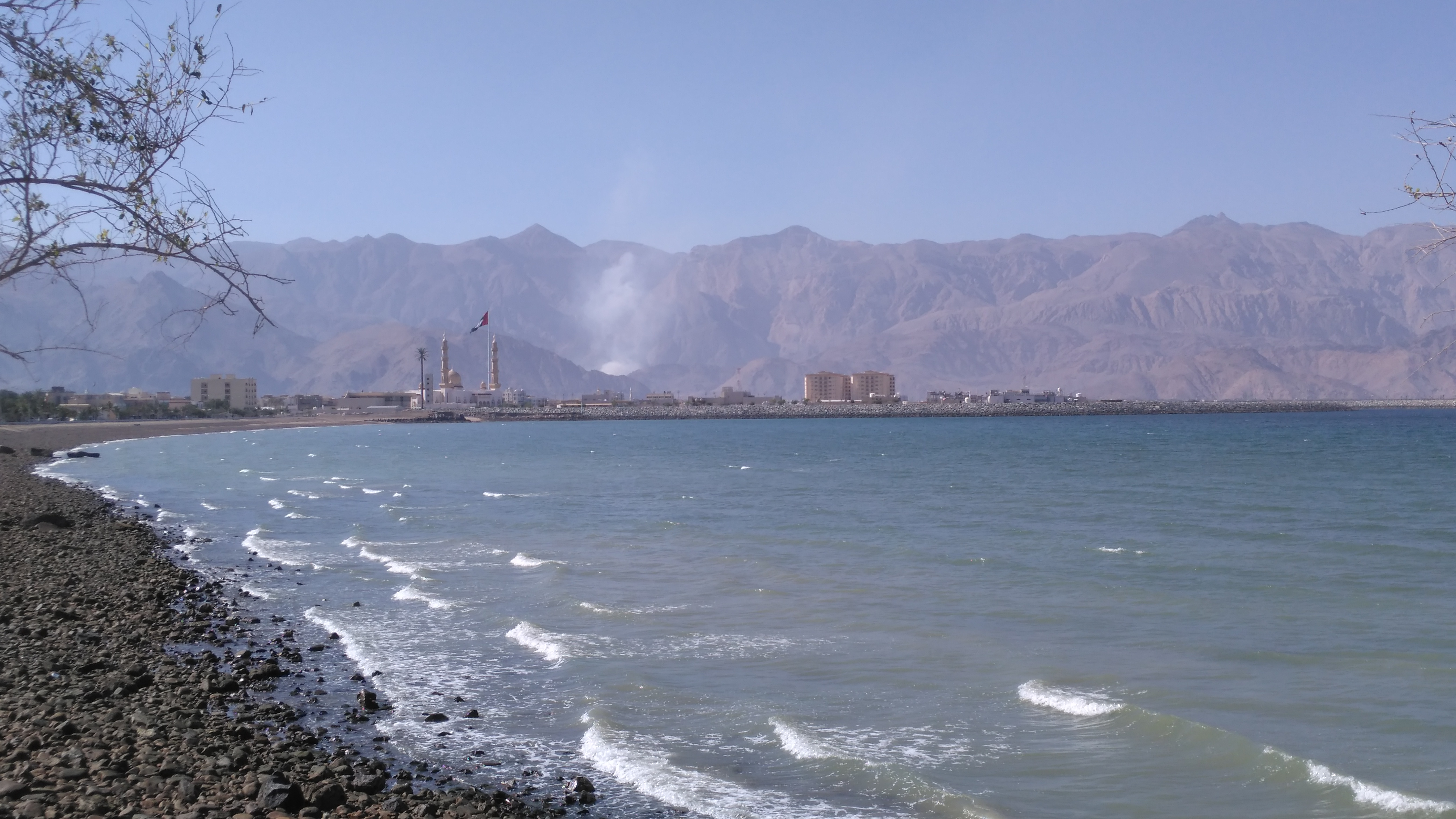
ディバ・アル・ヒスンのビーチ